# 塞爾曼 (佛羅里達州)
塞爾曼（英語：Selman）是位於美國佛羅里達州卡爾霍恩縣的一個非建制地區。該地的面積和人口皆未知。

## 地理
塞爾曼的座標為30°32′09″N 85°01′43″W / 30.53583°N 85.02861°W，而該地的平均海拔高度為30米（即98英尺）。